# Ère Gentoku
L'ère Gentoku (元徳) est une des ères du Japon après l'ère Karyaku et avant l'Ère Genkō. Cette ère couvre la période allant du mois d'août 1329 au mois d'avril 1331 à la Cour du Sud mais continue à être utilisée à la Cour du nord jusqu'en 1332. L'empereur régnant est Go-Daigo-tennō (後醍醐天皇).

## Changement d'ère
- 1329 Gentoku gannen (元徳元年?) : Le nom de la nouvelle ère est créé pour marquer l'accession au trône de l'empereur Go-Daigo et le commencement de son règne. L'ère précédente se termine là où commence la nouvelle, en Karyaku 4.

## Événements de l'ère Gentoku
- 27 mars 1330 (Gentoku 2, 8e jour du 3e mois) : L'empereur vivite Tōdai-ji et Kōfuku-ji à Nara[3].

| Gentoku   | 1re  | 2e   | 3e   |
| Grégorien | 1329 | 1330 | 1331 |